# Сен Флур
 Тази статия е за града във Франция.  За окръга вижте Сен Флур (окръг).  
Сен Флур (на френски: Saint-Flour) е град в южна Франция, административен център на окръг Сен Флур в департамента Кантал на регион Оверн-Рона-Алпи. Населението му е около 6400 души (2021).
Разположен е на 783 метра надморска височина в Централния масив, на 54 километра източно от Орияк и на 83 километра южно от Клермон-Феран. Селището съществува от Античността, през V век получава името на мисионера Флор Лодевски, а от 1317 година е седалище на епископ. Днес то е малък град, обслужващ земеделски район с около 16 хиляди жители.